# Ally Walker
Allene Damian Walker, mais conhecida como Ally Walker, (Tullahoma, Tennessee, 25 de agosto de 1960) é uma actriz americana. Participou de filmes como Soldado Universal (Universal Soldier) de 1992, Enquanto você dormia (While You Were Sleeping) de 1995 e Happy Texas (Happy, Texas) de 1999.Também participou do seriado americano Sons of Anarchy.